# Serapias parviflora
Serapias parviflora är en orkidéart som beskrevs av Filippo Parlatore. Serapias parviflora ingår i släktet Serapias och familjen orkidéer. Inga underarter finns listade i Catalogue of Life.

## Bildgalleri

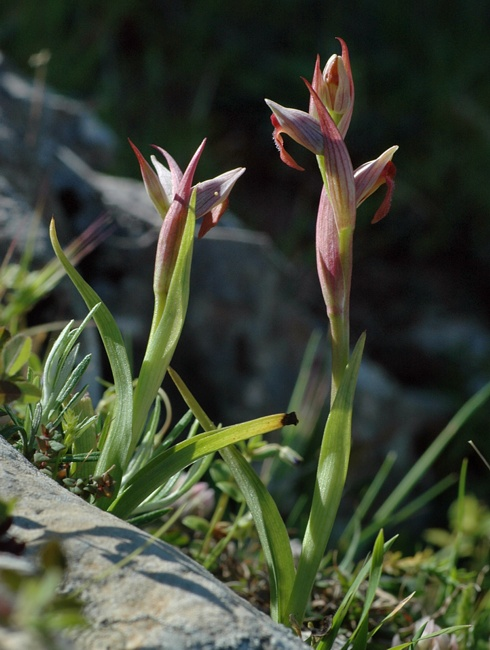
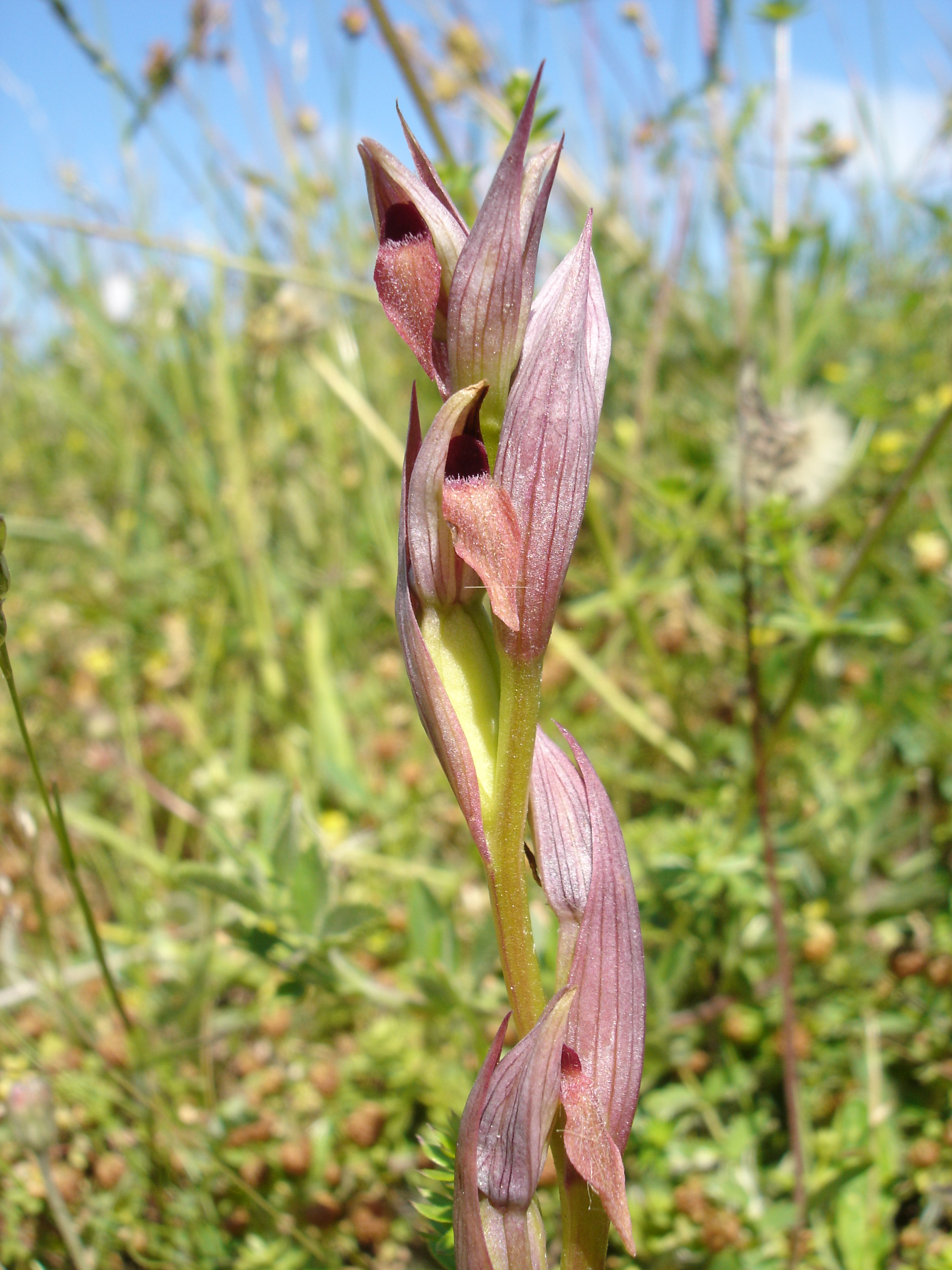
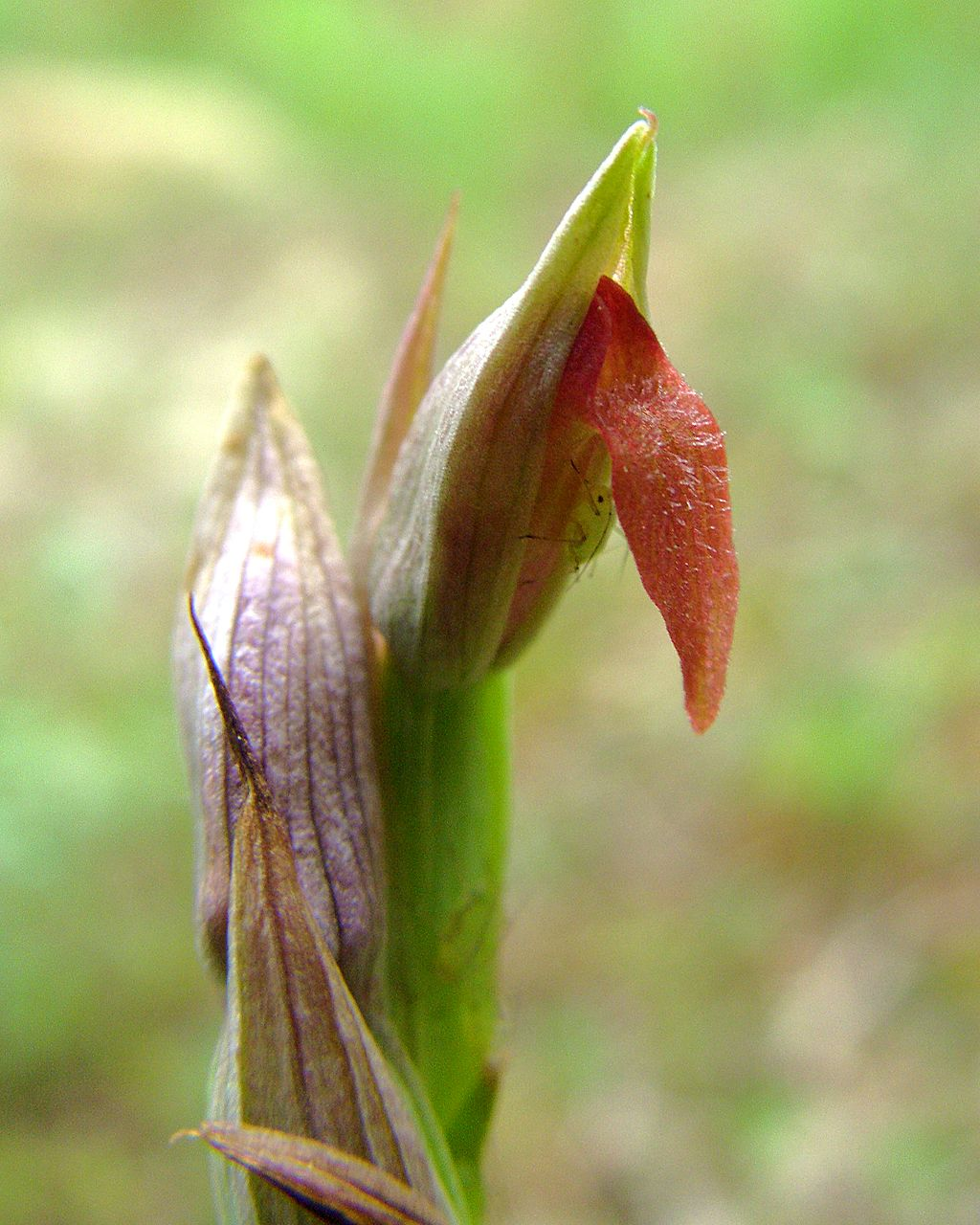
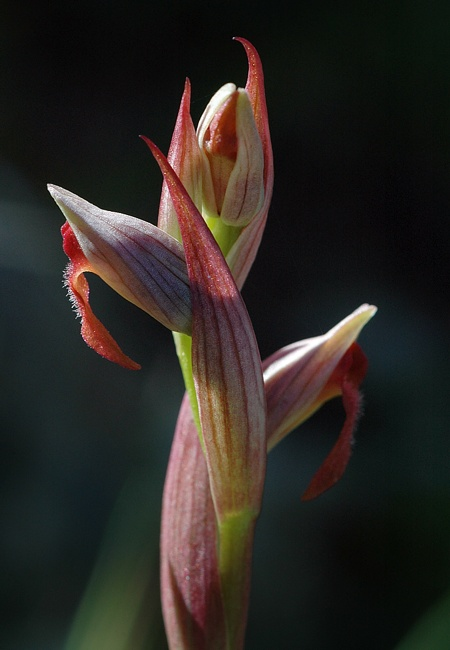
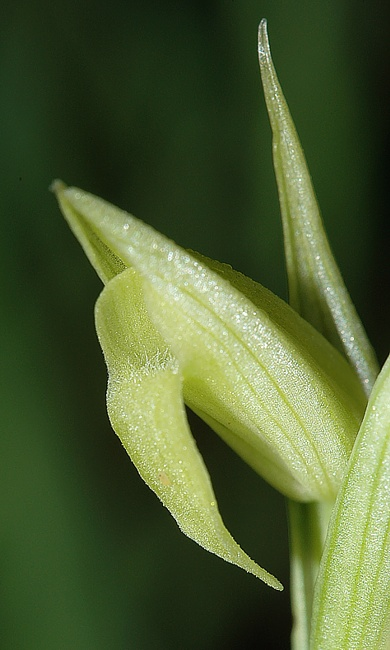
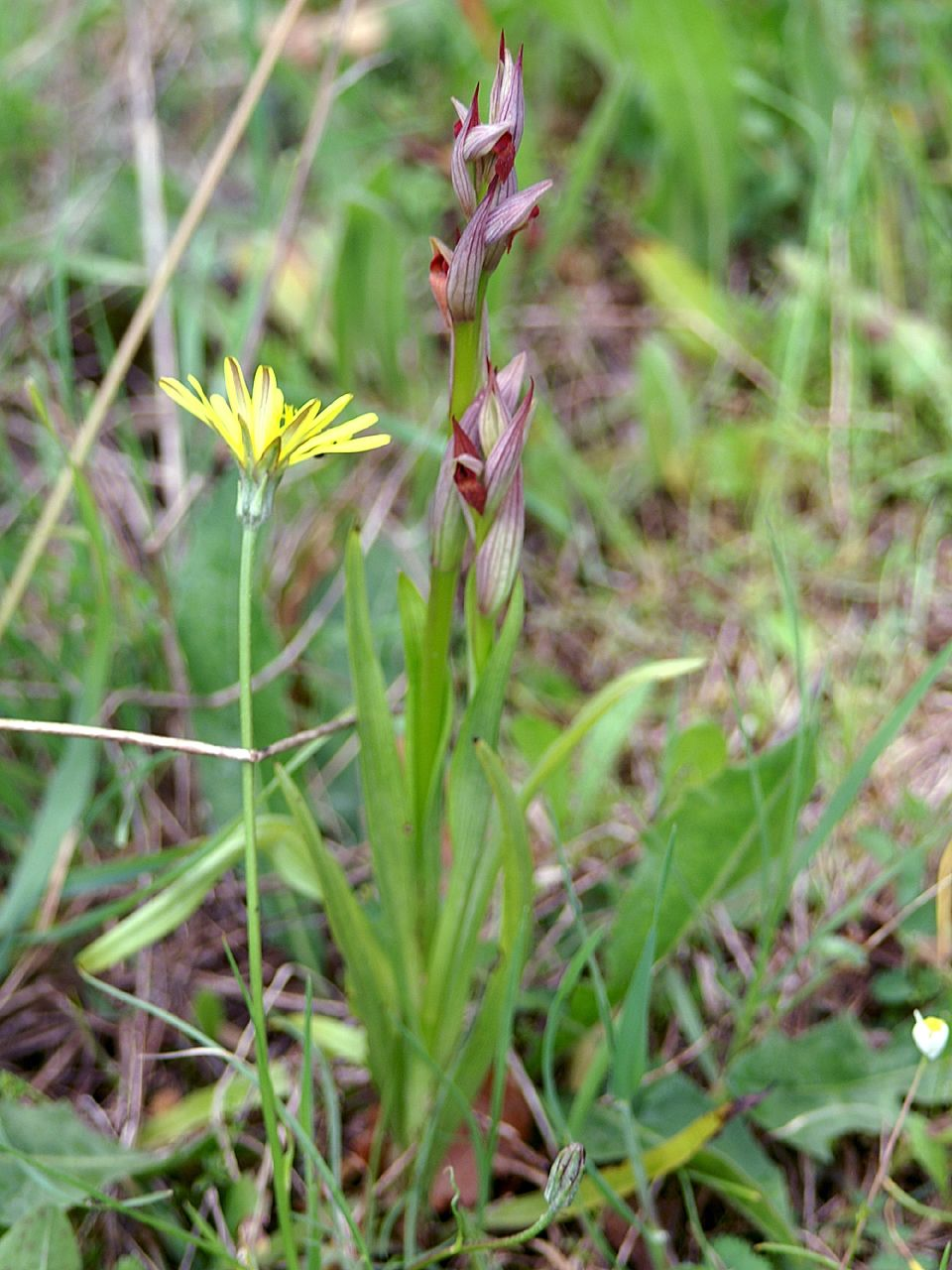